# Appendicula fenixii
Appendicula fenixii är en orkidéart som först beskrevs av Oakes Ames, och fick sitt nu gällande namn av Rudolf Schlechter. Appendicula fenixii ingår i släktet Appendicula och familjen orkidéer. Inga underarter finns listade i Catalogue of Life.